# Charles Fort
|  | Per a altres significats, vegeu «Charles Fort (Irlanda)». |

Charles Hoy Fort (Albany, 6 d'agost de 1874 - Nova York, 3 de maig de 1932) va ser un escriptor i investigador de fenòmens anòmals estatunidenc. Avui, els termes «Forteà» i «Forteana» són utilitzats per caracteritzar diversos fets paranormals. Els llibres de Fort encara hui dia són impresos i comercialitzats amb normalitat.

## Biografia
Charles Hoy Fort va nàixer el 1874 a Albany, Nova York, d'ascendència holandesa. Tenia dos germans més joves, Clarence i Raymond. El seu pare tenia un caràcter autoritari: Many Parts, l'autobiografia inèdita de Fort, relata alguns exemples de maltractaments- incloent-hi maltractament físic- de banda del seu pare. Alguns observadors (com el biògraf de Fort Damon Knight) han suggerit que el recel de Fort cap a l'autoritat té les seves arrels en el tractament rebut per part del seu pare. En qualsevol cas, Fort desenvolupà un fort sentit d'independència en la seua joventut.
A la seua joventut, Fort va experimentar un interès pel naturalisme, i va col·leccionar closques d'animals marins, minerals i ocells. Curiós i intel·ligent, el jove Fort no excel·lia en l'escola, encara que era prou enginyós i amb un gran coneixement sobre el món - obtingut a partir de la lectura.
Així, als 18 anys, Fort va abandonar Nova York per iniciar una volta al món amb l'objectiu de "posar una mica de capital al banc de l'experiència". Va viatjar a través de la costa occidental dels Estats Units, Escòcia, i Anglaterra, fins a caure malalt a Àfrica Austral. De tornada a casa, va ser cuidat per Anna Filing, una xica que havia conegut durant la seua infantesa, amb qui es casaria el 26 d'octubre, de 1896. Anna tenia quatre anys més que Charles i malgrat no tenir massa interès per la literatura,era una amant del cinema i dels periquitos. Més tard es mudarien a Londres durant dos anys, on el seu èxit com a escriptor de contes seria intermitent entre períodes on Charles patí pobresa i depressió.
El 1916, una herència d'un oncle donava a Fort prou diners com per deixar les seues diverses feines mal remunerades per poder escriure a jornada plena.
Fort va escriure deu novel·les, encara que només una,The Outcast Manufacturers (1909) va ser publicada. Tot i que les ressenyes van ser principalment positives, el relat no va tenir èxit comercial. El 1915, Fort començava a escriure dos llibres, titulats X i Y, el primer tractava sobre la idea que els habitants de Mart estaven controlant esdeveniments a la Terra, i el segon amb el postulat d'una civilització sinistra existent en el pol Sud. Aquests llibres cridaren l'atenció de l'escriptor Theodore Dreiser, que intentà publicar-los, però va ser infructuós. Dessolat davant aquest fracàs, Fort va cremar els manuscrits, però es refaria aviat per començar treballar en el llibre que canviaria el curs de la seua vida, El Llibre dels condemnats (The Book of the Damned) (1919) que Dreiser va ajudar perquè arribés a impremta. El títol es referia a fets "maleïts" que Fort havia recollit, fenòmens que la ciència no podria explicar els rebutjava o ignorava.
L'experiència de Fort com a periodista, ajuntat amb un enginy format durant tota una vida anant a contracorrent, el preparaven per al seu treball diari, punxant les pretensions dels positivismes científics i la tendència dels periodistes i editors de diaris i diaris científics per racionalitzar allò científicament incorrecte.

## El llibre dels condemnats
El llibre dels condemnats, la seua obra més coneguda, és un conjunt de fets menyspreats per la ciència ortodoxa. Recopilar i publicar un catàleg amb 25 mil entrades de fenòmens inexplicables fins aleshores, que anava classificant en caixes de sabates, com són pluges de granotes, precipitació de grans trossos de gel, fang, carn i sofre; neu negra; boles de foc; cometes capritxosos, desaparicions misterioses, meteorits amb inscripcions estranyes, rodes lluminoses al mar; llunes blaves, sols verds; aiguats de sang. Fort, com els científics que criticava, reivindicava la supremacia dels "fets".
H. P. Lovecraft considerava a Fort un dels seus mestres, i autors d'assaigs antropològics com Pauwels i Bergier reconeixen haver utilitzat el mètode fortià de cerca per gestar la seva famosa obra "El retorn dels bruixots".

## L'herència de Fort
Tant la seva personalitat, com les idees que va treballar al llarg de la seva vida, van atraure l'interès dels seus coetanis, fins al punt que un grup d'intel·lectuals britànics va fundar la"Societat Charles Fort", que publicaria la revista Doubt, recopilant els treballs de l'arxiver i molts dels seus "fets condemnats". Tant la revista com la societat van desaparèixer en 1959.
Posteriorment, el testimoni va ser recollit per la International Fortean Organization, que fins a 1997 va editar la revista INFO Journal. Des d'aleshores, aquesta societat només es mostra activa organitzant diversos simposis i trobades entre forteanistes.
Per la seva banda, des de 1973 es publica a la Gran Bretanya Fortean Times, una revista bimensual dedicada a les temàtiques forteanes, que anualment organitza les anomenadesFortean Times Unconventions, en què es reuneixen tota mena d'aficionats als misteris i als successos estranys.
Qui ha mantingut viva a nivell individual la flama dels fenòmens fortians ha estat l'escriptor nord-americà William R. Corliss, autor d'una vintena de recopilacions de fets presumptament inexplicats, agrupats per temàtiques, que reben el nom col·lectiu de Sourcebook Project.